# Sonic Compilation
Sonic Compilation, in Nordamerika als Sonic Classics bekannt, ist eine Videospielsammlung, die von Sega in Europa im Juli 1995 und in Nordamerika im August 1997 für das Sega Mega Drive veröffentlicht wurde, womit sie das letzte Sonic-Spiel der Konsole in Nordamerika darstellt. Sie enthält drei Spiele aus der Sonic-Spieleserie, die von 1991 bis 1993 für das Sega Mega Drive erschienen sind.
Mit dem Modul dieses Spiels schaltet man auf dem Lock-On-Cartridge von Sonic & Knuckles das Spiel Blue Sphere frei.

## Inhalt
Die Sonic Compilation enthält folgende Spiele:
| Name des Spiels                  | Release | Genre        | Entwickler                            |
| -------------------------------- | ------- | ------------ | ------------------------------------- |
| Sonic the Hedgehog               | 1991    | Jump ’n’ Run | Sonic Team                            |
| Sonic the Hedgehog 2             | 1992    | Jump ’n’ Run | Sonic Team & Sega Technical Institute |
| Dr. Robotnik’s Mean Bean Machine | 1993    | Puzzle       | Compile                               |

Das Spiel startet mit einem Menü, in dem eines der drei Spiele ausgewählt werden kann und der Soundtrack „Final Stage Intro“ aus Dr. Robotnik’s Mean Bean Machine abgespielt wird. Wurde eines der Spiele ausgewählt, kann man nicht mehr zurück in das Menü, ohne seine Konsole neuzustarten.
Alle Spiele sind nahezu identisch mit dem Sega-Mega-Drive-Original, wobei minimale Spielfehler behoben wurden, aber andere minimale Spielfehler erneut entstanden.

## Nachfolger
Sonic Compilation war die erste Videospielsammlung der Sonic-Serie überhaupt. Das entsprechende Pendant für den Sega Game Gear war Sonic 2 in 1 (1995). Die Sonic Mega Collection (2002) mit insgesamt 14 Spielen erschien exklusiv für den Nintendo GameCube. Im Jahre 2004 folgte die Sonic Mega Collection Plus (2004) mit sechs zusätzlichen Sonic-Spielen vom Sega Game Gear zunächst für PlayStation 2 und Xbox sowie 2006 für Windows. Diese Version war dann auch Teil von 2 in 1 Combo Pack: Sonic Mega Collection Plus/Super Monkey Ball Deluxe (2005, Xbox), Sega Fun Pack: Sonic Mega Collection Plus & Shadow the Hedgehog (2009, PlayStation 2) und Sonic PC Collection (2009, PC).
Die Sonic Gems Collection (2005), welche für den GameCube und für die PlayStation 2 erschien, enthielt neun andere Sonic-Spiele, die nicht auf Sonic Mega Collection oder Sonic Mega Collection Plus enthalten waren. Eine weitere, sich ausschließlich auf Sonic-Spiele konzentrierende Spielesammlung war die für den Nintendo DS veröffentlichte Sonic Classic Collection (2010).